# 日比野玲
日比野 玲（ひびの あきら、1961年5月16日 - ）は、日本の歌手、アーティスト、俳優。岐阜県加茂郡白川町出身。TENCARAT Plume所属。台湾の所属事務所は台灣火龍果國際有限公司。

## 人物
- 身長181cm。体重68kg。血液型A型。
- 岐阜県立加茂高等学校卒業[1]。
- 趣味、特技はゴルフ、野球、サッカー、水泳などスポーツ全般。ギター。
- 1992年、モデル5名のグループ“COUSIN”を結成しCDデビュー。
- 妻はモデルの前田典子。息子は山口琉。
- 作家の中山七里とは中学時代の[2]、脚本家の北川悦吏子とは高校時代の同級生である。
- 2008年以降、台湾で主に活動している。

## 作品

### シングル
- HOLD ME TIGHTFOREVER（1993年）
- Strangers In The Night（2005年）

### アルバム
- FIVE TRICK（1992年）

## 出演

### 映画
- 女優霊（中田秀夫監督　1996年）
- 一八九五（洪育盛監督　2008年5月　台湾） - 北白川宮能久親王
- セデック・バレ 第一部 太陽旗／第二部 虹の橋（魏徳聖監督　2011年9月　台湾）-大島少将
- タバコイ〜タバコで始まる恋物語〜（2012年）
- 廚子戲子痞子（管虎監督 2013年3月 中国）
- 聽見下雨的聲音（方文山監督 2013年8月 台湾）
- 只要一分鐘（陳慧翎監督 2014年2月 台湾）
- 地圖的盡頭（張志勇監督 2017年9月 台湾）

### テレビドラマ
- 温泉に行きたい（1992年6月〜7月、TBS）
- あの日に帰りたい（1993年1月11日〜3月22日、フジテレビ 月9） - 石田一男役
- 彼女の嫌いな彼女（1993年4月17日〜6月26日、日本テレビ） - 冴木行彦役
- If もしも（1993年、フジテレビ）
- 引っ越せますか（1993年7月7日〜9月22日、日本テレビ） - 程島朝見役
- 男嫌い（1994年、TBS）
- ドラマ新銀河・家族注意報!（1996年8月、NHK） - 森口徹 役
- WHO!?（1997年、TBS）
- 殴る女（1998年、フジテレビ）
- 危険な協奏曲（2000年、NHK-BS）
- 狩矢父娘シリーズ・第1作京都貴船川殺人事件（2000年10月28日、テレビ朝日 土曜ワイド劇場）
- 古都旅情サスペンス「尾道・竹原かぐや姫伝説殺人事件」（2001年11月28日、テレビ東京 女と愛とミステリー）
- 長崎異人館の死線（2002年5月29日、テレビ東京　女と愛とミステリー）
- 地獄の花嫁3（2002年6月14日、フジテレビ 金曜エンタテイメント） - 小沼浩三
- 浅草骨董屋・江戸っ娘迷探偵の列島怪談事件（2002年7月12日、フジテレビ 金曜エンタテイメント）
- いなか刑事・伊原泰三の退職捜査日誌3（2002年12月25日、テレビ東京 女と愛とミステリー） ‐ 畑山祐二
- 弁護士・朝日岳之助 第20話「墜ちた向日葵」（2003年9月9日、日本テレビ 火曜サスペンス劇場）
- 楽園に逃れて（2003年9月27日）
- 相棒 season2 第15話「雪原の殺意」（2004年2月4日、テレビ朝日） - 加茂内敏樹 役
- タクシードライバーの推理日誌 第18作「バックミラーの殺意」（2004年4月3日、テレビ朝日 土曜ワイド劇場）
- 密会の宿2（2004年　テレビ東京、BSジャパン、水曜ミステリー9）
- ハラハラ刑事〜危険な二人の犯罪捜査〜（2004年9月18日、テレビ朝日 土曜ワイド劇場）
- 事件調査員 南条真琴 東京〜隠岐 摩天崖殺人事件（2005年2月25日、フジテレビ 金曜エンタテイメント） - 須之崎和幸
- 農家の嫁は弁護士!神谷純子のふるさと事件簿（2005年7月20日、テレビ東京 水曜ミステリー9）
- おばさん会長・紫の犯罪清掃日記 ゴミは殺しを知っているシリーズ 第7作『ゴミは殺しを知っている7』（2006年5月15日、TBS 月曜ゴールデン）
- 冠婚葬祭探偵（2007年11月26日、TBS 月曜ゴールデン） - 沢渡秀行 役
- 回家（2011年1月　台湾）
- 飛越龍門客棧（中国語: 飛越龍門客棧）（2013年7月　TVBS 台湾） - 曹紹欽 役
- 准教授・高槻彰良の推察 Season2 第4話（2021年10月31日、WOWOW）- 高槻智彰 役

### CM
- JT　キャスターマイルド、キャスターボックス、キャスター新商品　1994年〜1996年
- キャデラック・セヴィル　1998年
- バドワイザー　ファインモルト　1999年
- IBM　Think Pad　2001年
- 野村證券　2001年〜2004年
- ヱビスビール　2002年
- アサヒビール　アサヒスーパードライ　2003年
- 日産自動車　スカイラインクーペ　2003年〜2004年
- NTT西日本　2003年
- 東京ガス　2004年
- 三菱自動車工業　パジェロ　『朝日も夕日も篇』　奥貫薫と共演　（2006年10月5日 - ）
  - 60秒盤（2007年2月8日 - ）
- 台灣大哥大 『智慧一族篇』  2013年
- 富士重工業　レヴォーグ　『大切な人とSTI篇』　2016年

### ビデオ
- これがパクリだ!　ジゴロ1、ジゴロ2　主演　1994年
- Woman　1997年
- 民事介入暴力3　2004年

### 舞台
- ダニーと紺碧の海　1992年　青山円形劇場　2003年　スフィアメックス
- ミランドリーナ　1997年　渋谷ジァン・ジァン　1998年　青山円形劇場
- Bubbly Lovely Ladies　2000年　芸術劇場
- ダニーと紺碧の海　2003年 スフィアメックス

### 雑誌
- BRIO
- MEN'S CLUB
- 和楽　他
- Whenever 北京 表紙  2012年7月

### スチル
- ラフィネールアッシュ
- レナウン　ダーバン

### VP
- モリモト

### PV
- 林俊傑 JJ Lin - 零度的親吻 Frozen Kiss 微電影 鏡十夜　(台湾)